# Jesús Bartolomé i Carrascal
Jesús Bartolomé i Carrascal (Sant Sebastià, 24 d'octubre de 1943) és un atleta i polític català d'origen basc, diputat al Parlament de Catalunya en la V i VI Legislatures.
Treballà com a aparellador i representà la Federació Guipuscoana en els campionats d'atletisme de 1969. Especialitzat en triple salt, fou atleta del FC Barcelona, l'any 1972 representà la Federació Catalana i fou campió d'Espanya en la seva especialitat. El 1977 ingressà a Unió Democràtica de Catalunya i el 1982 fou membre de la junta directiva de la Unió Esportiva Lleida.
A les eleccions municipals espanyoles de 1987 fou escollit regidor per CiU a l'ajuntament de Lleida, on fou el portaveu del grup parlamentari, segon tinent d'alcalde i president de les comissions de Governació i d'Esports. De 1987 a 1991 fou Diputat provincial a la Diputació de Lleida
Ha estat elegit diputat per la província de Lleida a les eleccions al Parlament de Catalunya de 1995 i 1999. Ha estat Secretari de la Comissió d'Estudi sobre la Situació de la Pesca a Catalunya. Fins a 1995 fou delegat territorial a Lleida del Departament de Medi Ambient.